# Società Sportiva delle Signe 1936-1937
Questa voce raccoglie le informazioni riguardanti la Società Sportiva delle Signe nelle competizioni ufficiali della stagione 1936-1937.

## Rosa
| N. |                   | Ruolo | Calciatore      |
| -- | ----------------- | ----- | --------------- |
|    | Italia (bandiera) | C     | Edgardo Bassi   |
|    | Italia (bandiera) |       | Gino Bonardi    |
|    | Italia (bandiera) |       | Mario Bonardi   |
|    | Italia (bandiera) |       | Ubaldo Bonciani |
|    | Italia (bandiera) |       | Emilio Cantini  |
|    | Italia (bandiera) |       | Aldo Ferrara    |
|    | Italia (bandiera) |       | Turiddo Gheri   |

| N. |                   | Ruolo | Calciatore          |
| -- | ----------------- | ----- | ------------------- |
|    | Italia (bandiera) |       | Nello Marni         |
|    | Italia (bandiera) |       | Augusto Mazzoni     |
|    | Italia (bandiera) |       | Brunetto Migliorini |
|    | Italia (bandiera) |       | Persio Noci         |
|    | Italia (bandiera) |       | Dino Pagliai        |
|    | Italia (bandiera) |       | Sergio Pasquinucci  |
|    | Italia (bandiera) | P     | Arduino Romoli      |